# Paspalum distortum
Paspalum distortum är en gräsart som beskrevs av Mary Agnes Chase. Paspalum distortum ingår i släktet tvillinghirser, och familjen gräs. Inga underarter finns listade i Catalogue of Life.